# Большевик (остров)
Большеви́к — второй по величине остров архипелага Северная Земля и его южная оконечность. Отделён от материка проливом Вилькицкого, а от острова Октябрьской Революции — проливом Шокальского. Омывается Карским морем и морем Лаптевых.

## География
Площадь острова — 11 312 км² (30,6 % от площади архипелага Северная Земля). Высшая точка — 935 м. Вытянут в направлении с северо-востока на юго-запад, имеет размер 179 на 112 км. В южной части острова преобладают холмистые равнины, переходящие в платообразные возвышенности, вершины которых покрыты ледниковыми куполами. На прибрежных равнинах мохово-лишайниковая растительность арктической пустыни.

### Горы и ледники
Для острова характерна сильно пересечённая местность со значительными перепадами высот.
Общая площадь оледенения достигает 31 % (свыше 3,3 тысячи км²). Крупнейшие ледники: Ленинградский, Семёнова-Тян-Шанского, Кропоткина, Мушкетова и Аэросъёмки.
При этом для Большевика характерна самая высокая на Северной Земле граница питания ледников — 600 м. Большинство ледяных комплексов не доходят до моря, а оканчиваются моренами либо в долинах, либо в пределах прибрежных равнин.

### Береговая линия
Береговая линия острова сильно изрезана, особенно в северной части. Крупнейший залив — залив Ахматова — врезается в сушу на глубину 60 км, фактически разделяя северную часть острова на два полуострова. Другие крупные заливы — залив Микояна и фьорд Тельмана. Кроме того, на побережье существует большое количество бухт, включая Солнечную и Журавлёва, омывающие мыс Таймыр на юге острова.

Южная часть острова однообразно равнинна. Взгляд скользит по поверхности, не в силах остановиться хоть на чём-нибудь. К северу восточный берег поднимается над водой, и вот уже ледяные сопочки потянулись друг за другом. За ними появилась большая отмель.
— Чукова Ю. П. Судьба находки в заливе Ахматова // Ветер странствий : альманах. — 1990. — № 25. — С. 20—25.

### Озёра и реки
Озёра малочисленны и невелики по размеру. Крупнейшие среди них — Студёное и Спартаковское. В то же время на острове очень много рек, относящихся к акватории как Карского моря, так и моря Лаптевых. Среди них: Студёная, Обрывистая, Серая, Каменка, Нора, Лагерная, Скалистая, Голышева, Разъездная и др.

## Фауна
Основу орнитофауны составляют различные виды морских колониальных и полуколониальных птиц, в том числе кайры, серебристая чайка, бургомистр, обыкновенная моевка и др. Во время сезонных перемещений залетает сапсан и редкие, особо охраняемые, виды чаек (розовая, вилохвостая, белая). Всего на острове — около 15 видов птиц.
Основу териофауны острова Большевик формируют: белый медведь, дикий северный олень, лемминг, песец, а также волк.

## Флора
Каменистость и щебнистость поверхности чрезвычайно характерны как для гор, так и для равнин острова и являются одной из причин сильной разрежённости растительного покрова.
На склонах гор встречаются лишь единичные цветковые растения — мак полярный, камнеломка дернистая, камнеломка поникающая, камнеломка чабрецелистная; к углублениям приурочены небольшие по размерам моховые и травяно-моховые сообщества. Широко представлены накипные лишайники, которыми почти сплошь покрыты камни.
На платообразных вершинах гор и на равнинах господствуют полигональные тундры с полигонами разных размеров и форм. Наибольшим разнообразием растительных сообществ характеризуются подгорные увалистые и плоские равнины, террасы крупных рек. Основу растительного покрова составляют травяно-лишайниково-моховые и травяно-мохово-лишайниковые полигональные щебнистые, щебнисто-каменистые и каменистые тундры. Из цветковых растений здесь обильны мак полярный, камнеломка дернистая, камнеломка чабрецелистная, камнеломка снежная, ясколка Бялыницкого Cerastium bialynickyi, незабудочник волосистый Eritrichium villosum, крупка Чьельмана Draba kjelmanii, местами встречается минуарция крупноплодная (Minuartia macrocarpa), на дренированных местах к перечисленным видам добавляется камнеломка супротивнолистная, мятлик укороченный (Poa abbreviata), на влажных — камнеломка поникающая, звездчатка Эдвардса Stellaria edwardsii, мятлик арктический (Poa arctica), ожика спутанная (Luzula confusa). По наиболее каменистым типам местообитаний широко распространены новосиверсиевые сообщества новосиверсия ледяная (Novosieversia glacialis). Характерным элементом растительного покрова данной части острова являются дриадово (дриада точечная (Dryas punctata)) — мохово-лишайниковые и дриадово-ивово (ива полярная}, дриада точечная) — мохово-лишайниковые крупнополигональные каменистые, очень разреженные тундровые сообщества.
Малочисленны фипсевые (фиппсия холодная Phippsia algida), злаки (щучка сизая (Deschampsia glauca), лисохвост альпийский (Alopecurus alpinus)) — моховые ценозы. В долинах рек на галечниках формируются маковые (мак полярный), травяные (звездчатка Эдвардса, мак полярный), травяно-моховые сообщества. Иногда звездчатка Эдвардса образует сомкнутый покров, в котором единично встречаются ожика спутанная, мак полярный.
Согласно данным И. Н. Сафроновой, во флоре острова Большевик насчитывается 66 видов цветковых растений.

### Близлежащие малые острова
У побережья острова расположено множество малых островов. Ниже представлен список начиная от мыса Зуб (крайней северо-западной точки острова) по часовой стрелке.
- Забытый — небольшой остров формой полумесяца около 400 метров в длину.
- Остров Спортивный — остров в заливе Микояна к северу от устья реки Чёрной.
- Остров Двух Товарищей — расположен к северу от острова Спортивного в западной части залива Микояна.
- Остров Клин — малый остров в восточной части залива Ахматова к юго-западу от мыса Дальнего.
- Остров Низкий — совсем небольшой остров к востоку от мыса Дальнего.
- Остров Острый — другой небольшой остров в километре от мыса Дальнего.
- Острова Встречные — три острова в северо-восточной части залива Ахматова, отделены от побережья острова Большевик проливом Незаметным шириной около 1,3 км.
- Остров Лишний — относительно крупный остров. Расположен в 200 метрах от самого северного из островов Встречных — острова Северного.
- Остров Новый — небольшой остров в бухте Закрытой в 450 метрах от северо-восточного побережья острова Большевик в районе устья реки Пятиугловки.
- Остров Лаврова — довольно крупный остров к востоку от острова Нового.
- Остров Близкий — пологий остров. Расположен на входе в бухту Неудач, в её западной части в 600 метрах от берега острова Большевик.
- Остров Морской — вытянутый остров к востоку от острова Близкого, к северу от мыса Замыкающего.
- Острова Входные — два острова (Южный и Северный) к северу от мыса Анцева (юго-восточное побережье острова Большевик).
- Острова Транзе — два небольших острова в 600 метрах от острова Большевик, чуть восточнее мыса Таймыра.
- Остров Таш — малый остров к северу от мыса Мордовина.
- Острова Береговые — два острова в бухте Амба в северо-западной части острова Большевик.

## Исследование острова
Датой открытия острова Большевик, как и всего архипелага Северная Земля, считается 1913 год, когда здесь побывала гидрографическая экспедиция Б. А. Вилькицкого.
Мыс Лаврова был открыт в 1913 году Гидрографической экспедицией Северного Ледовитого океана на ледокольных теплоходах «Таймыр» и «Вайгач», назван позднее по фамилии участника экспедиции А. М. Лаврова.
Однако детально остров был впервые исследован только экспедицией Института по изучению Севера 1930—1932 годов в составе Н. Н. Урванцева, Г. А. Ушакова, С. П. Журавлёва и В. В. Ходова.
В 1947 году расположенная на острове бухта Марины была названа по имени дочери участника экспедиции врача Ю. Б. Вишневского.
Находящаяся на острове гора Дождикова названа в 1976 году в честь полярного радиста Николая Романовича Дождикова.
В 1979—1983 годах на острове Большевик были проведены поисковые и поисково-оценочные работы на россыпи золота. Дана первая оценка промышленных месторождений, прогнозные ресурсы которых оценивались в пределах 100 тонн. На реке Студёной ПО «Енисей золото» одновременно с поисково-оценочными работами вело открытую эксплуатацию, при которой было добыто более 540 кг золота. Наибольший вклад в эти работы внесён В. Г. Кузьминым, Л. Л. Степановым, В. И. Лазуренко и др.
В 1992 году здесь работала экспедиция от ВНИИ охраны природы и заповедного дела (Москва) в составе: С. Беликов, А. Волков, В. Придатко (Долин), В. Булавинцев, Н. Сафонова, базировавшаяся на о. Большевик. В числе совершенно новых выполненных задач — изучение накопления пестицидов в органах и тканях млекопитающих и птиц Северной Земли. В 1992 году В. Придатко, впервые для архипелага, предложил и осуществил отлов белой чайки петлями, и совместно с А. Волковым провёл кольцевание; вместе учёные собрали новые данные о биологии этого вида.
В настоящее время на острове расположены ледовая база «Мыс Баранова» Арктического и Антарктического научно-исследовательского института, а также две закрытые полярные станции («Бухта Солнечная» на юге и «Мыс Песчаный» на севере).
- «Мыс Баранова» 79°16′44″ с. ш. 101°37′32″ в. д.HGЯO — основана в 1986 году как полярная станция «Прима», законсервирована в 1996 году. Расконсервирована в июне 2013 года[10][11].
- «Бухта Солнечная» 78°12′00″ с. ш. 103°16′30″ в. д.HGЯO — основана в 1952. Закрыта в 1992 году.
- «Мыс Песчаный» 79°25′31″ с. ш. 102°28′40″ в. д.HGЯO — основана в 1941. Закрыта в 1994 году.

| Показатель              | Янв.  | Фев.  | Март  | Апр.  | Май  | Июнь | Июль | Авг. | Сен. | Окт.  | Нояб. | Дек.  | Год   |
| ----------------------- | ----- | ----- | ----- | ----- | ---- | ---- | ---- | ---- | ---- | ----- | ----- | ----- | ----- |
| Средняя температура, °C | −27,3 | −25,8 | −25,3 | −19,2 | −9,5 | −0,9 | 1,7  | 0,6  | −2,7 | −10,5 | −18,8 | −24,6 | −13,5 |
| Источник:               |       |       |       |       |      |      |      |      |      |       |       |       |       |

## Проект переименования
Согласно постановлению Думы Таймырского округа от 1 декабря 2006 года, остров Большевик предлагалось переименовать в остров Святой Ольги. Дальнейшего продвижения эта инициатива не получила.